# Astranthium xylopodum
Astranthium xylopodum là một loài thực vật có hoa trong họ Cúc. Loài này được Larsen mô tả khoa học đầu tiên năm 1933.